# Better (Lena e Nico Santos)
Better è un singolo dei cantanti tedeschi Lena e Nico Santos, pubblicato il 16 agosto 2019 come primo estratto dalla ristampa del quinto album in studio della prima Only Love, L (More Love Edition) e come primo estratto dal secondo album in studio del secondo Nico Santos.

## Video musicale
Il video musicale è stato reso disponibile il 30 agosto 2019.

## Tracce
Testi e musiche di Lena Meyer-Landrut, Nico Santos, Pascal "Kalli" Reinhardt, Joe Walter e Kate Morgan.
Download digitale
1. Better – 3:18

Download digitale – Acoustic Version
1. Better (Acoustic Version) – 3:39

## Formazione
Musicisti
- Lena – voce
- Nico Santos – voce
- Pascal "Kalli" Reinhardt – batteria, chitarra, basso, programmazione, tastiera, cori

Produzione
- Pascal "Kalli" Reinhardt – produzione, missaggio
- Lex Barkey – mastering

## Classifiche

### Classifiche settimanali
| Classifica (2019) | Posizione massima |
| ----------------- | ----------------- |
| Austria           | 17                |
| Germania          | 15                |
| Svizzera          | 89                |

### Classifiche di fine anno
| Classifica (2019) | Posizione |
| ----------------- | --------- |
| Austria           | 73        |
| Germania          | 79        |